# ردوان رکوردز
ردوان رکوردز (انگلیسی: RedOne Records) یک ناشر موسیقی جهانی است که توسط تهیه‌کننده موسیقی سوئدی-مراکشی ردوان در سال ۲۰۱۴ ایجاد گردید.